# Нова-Вес (Србац)
Нова-Вес (серб. Нова Вес) — населенный пункт в общине Србац, который принадлежит энтитету Республике Сербской, Босния и Герцеговина. По результатам югославской переписи населения 1991 года в Нова Вес проживало 377 человек. В городе базируется «ФК Црвена Земля», который выступает в Первой лиге Республики Сербской по футболу.

## Население
| 1948                           | 1953 | 1961 | 1971 | 1981 | 1991 | - |
| ------------------------------ | ---- | ---- | ---- | ---- | ---- | - |
| 377                            | 205  | 198  | 268  | 351  | 377  | - |
| Гистограмма динамики населения |      |      |      |      |      |   |